# لئون پنجم
پاپ لئون پنجم (به انگلیسی: Leo V) یکی از پاپ‌های کلیسای کاتولیک رم بود که در آردا به دنیا آمد و از ۹۰۳ تا ۹۰۳ میلادی پاپ بود.